# 九华山酒
九华山酒是池州出产的一种白酒。1938年前贵池各主要集镇均有私人糟坊，抗战时为节约粮食，县府禁止民间用粮食酿酒，以致绝大部分私人酒坊倒闭；至第二次国共内战结束时，只有寥寥数家最大的私人酒坊尚存，以源康糟坊为首。1952当局年以源康糟坊为主，合并其他所有幸存大糟坊成立的贵池县杏花村酒厂。另安徽省轻工业厅投资35万元在县城西杏花村附近的桃花山兴建贵池杏花村酒厂，1960年两厂合并，后数度扩建、易名。1960年采用烟台操作法，产出“杏花村”白酒；1973年引进口子窖酒工艺，产出“杏花村大曲酒”； 1980年，又研制出“杏花村香泉酒”，取代了前产品。1984年分别改名“杏村大曲”、“杏村香泉”。现产品包括九华山、牧童、杏村三个系列，以浓香型白酒为主，酱香型白酒为辅。酒厂曾因杏花村和牧童商标卷入与山西汾酒杏花村酒厂诉讼纠纷，最终获胜。